# Берлинска приградска железница
Берлинска приградска железница је део саобраћајног система Берлина, којим управља фирма Berlin S-Bahn GmbH, стопроцентна ћерка фирме Немачке железнице (Deutschen Bahn AG.). 
Берлински С-воз се састоји од 16 линија те заједно са Берлинским подземним железницама, трамвајима и градским аутобусима чини саобраћајни систем града Берлина. У-воз је систем под контролом Берлинског саобраћајног предузећа (BVG).
Берлински С-воз се састоји од линија које чине главни прстен, саобраћајући кроз градско језгро и приградских линија повезаних са главним прстеном. Три линије које чине прстен су: die Stadtbahn-централна линија, die Nord-Süd Bahn-првенствено подземна Север-југ линија и прстенаста уздигнута линија die Ringbahn. Географски гледано, прстенаста уздигнута линија има облик псеће главе, те се због тога колоквијално међу Берлинцима зове као Hundekopf („Псећа глава”).

## Тренутне линије
- С1 Oranienburg - Nord-Süd Bahn - (Wannsee), Potsdam Hbf
- С2 Bernau - Nord Süd Bahn - Blankenfelde
- С25 Hennigsdorf - Nord Süd Bahn - Nordbahnhof
- С26 Potsdamer Platz - Nord Süd Bahn - Teltow Stadt
- С3 Ostbahnhof - Erkner (see notes)
- С41 Gesundbrunnen - Ringbahn - Gesundbrunnen (Circular Service clockwise)
- С42 Gesundbrunnen - Ringbahn - Gesundbrunnen (Circular Service anti-clockwise)
- С45 Gesundbrunnen - Ringbahn - Flughafen Berlin-Schönefeld
- С46 Gesundbrunnen - Ringbahn - Königs Wusterhausen
- С47 Gesundbrunnen - Ringbahn - Spindlersfeld
- С5 Strausberg Nord - Stadtbahn - Spandau
- С7 Ahrensfelde - Stadtbahn - Wannsee
- С75 Wartenberg - Stadtbahn - Spandau
- С8 Birkenwerder - Ringbahn - Zeuthen
- С85 Waidmannslust - Ringbahn - Grünau
- С9 Grunewald - Stadtbahn - Flughafen Berlin-Schönefeld

Линија С25 је део линије С2, док си линије С41, С42, С45, С46 и С47 део прстенасте линије које заједнички деле већи део руте.

## Историја
С-бан датира из 1924. године. Формиран је као транспортни приградски уздигнути систем. На одређеним деловима, возови су пролазили кроз тунеле. 
Немачке народне железнице (Deutsche Reichsbahn) су први власници С-воза у Берлину. Еликтрификација међуградских линија је завршена око 1929. године. Потом је почела изградња тунела који би спојио две линије са севера и југа. Овај тунел, који би се звао Север-југ воз, је био један од главних пројеката Нациста. Отворен је у два сектора. Први, од севера улице Унтер неб Линтен, је отворен у време када је Берлин био домаћин олимпијаде 1936. године. Други сектор преко Потсдамер плаца је отворен после Другог светског рата, а његова иградња је почела октобра 1939. године.
Многи делови С-воза су били затворени током рата. Воз Север-југ је срушен 2. маја 1945. од стране СС трупа током финалне битке за Берлин. Тунел је обновљен 1947. године.
После рата, Берлину је дат спесијални статус као „град четири сектора”, опкољен руском окупационом зоном, која ће касније постати Немачка Демократска Република или НДР. Савезници су одлучили да С-воз у западном сектору настави са радом под управом Deutsche Reichsbahna, које од тада управљао и железничким системом у Источној Немачкој. (Железница у Западној Немачкој је контролисана од стране Немачког воза.)
Због послератних нетрпељивости Запада и Истока и почетка Хладног рата, Берлин је постао жртва сукоба. С-воз је упркос сукобима наставио да саобраћа кроз све окупационе зоне. Изграђени су гранични прелази. Од 1958, неке С-воз линије саобраћају тако што не стају ни на једној станици у Западном Берлину, враћајући се на исток да не би подлегли граничној контроли. Од тада, свим радницима источнонемачке владе је било забрањено да користе С-воз кроз Западни Берлин.
13. августа 1961. Западни Берлин је физички одвојен од Источног Берлинским зидом када је подељен и берлински јавни саобраћај у два система. Станица Фридрихштрасе је подељена и постала је почетна станица.
9. јануара 1984, Берлинско саобраћајно предузеће је преузело контролу над С-возом у Заопадном берлину. Систем је измењен тако што једна линија саобраћа на Градској линији а две на возу Север-југ. После рушења Берлинског зида, почело се са великом обновом берлинског С-воза. Оба система су се ујединила, и поново су потпала под националну железничку компанију. Прстенаста линија је коначно обновљена 2002. године.
Линије по бројевима које су некада саобраћале:
- С19 коришћен за DuoBahn ексепимент.
- С4
- С86
- С10

Видети такође: Листа берлинских У-воз и С-воз станица